# ناو هيبينو
ناو هيبينو مواليد 28 نوفمبر 1994 في آيتشي، اليابان، هي لاعبة كرة مضرب يابانية وتحتل حالياً المرتبة رقم. 77 (14 أغسطس 2017) في تصنيف رابطة محترفات كرة المضرب. أعلى تصنيف لها في الفردي كان المركز الـ 56 في سنة 2016. شاركت في دورة الألعاب الأولمبية الصيفية.

## روابط خارجية
- ناو هيبينو على موقع رابطة محترفات التنس (الإنجليزية)
- ناو هيبينو على موقع الاتحاد الدولي لكرة المضرب (الإنجليزية)
- ناو هيبينو على موقع كأس بيلي جين كينغ (الإنجليزية)
- ناو هيبينو على موقع بطولة ويمبلدون (الإنجليزية)
- ناو هيبينو على موقع خلاصة التنس.كوم (الإنجليزية)
- ناو هيبينو على موقع إي إس بي إن.كوم (الإنجليزية)
- ناو هيبينو على موقع أوليمبيديا (الإنجليزية)